# الاتحاد الدولي للكرلنغ
الاتحاد الدولي للكرلنغ (WCF) هو الهيئة الحاكمة العالمية لاعتماد الكيرلنغ، ولها مكاتب في بيرث ، اسكتلندا. تم تشكيلها من الاتحاد الدولي للكرلنغ (ICF)، عندما تم الضغط على وضع الرياضة الشتوية الأولمبية. تم تغيير الاسم في عام 1990.
تم تشكيل ICF في البداية في عام 1966 كلجنة لنادي Royal Caledonian Curling Club في بيرث بعد نجاح سلسلة بطولة كأس العالم لكرة القدم التي أقيمت بين كندا واسكتلندا. في البداية، كانت تتألف من اتحادات اسكتلندا وكندا والسويد والنرويج وسويسرا والولايات المتحدة. في أعقاب تشكيلها، تمت المصادقة على بطولة العالم للكيرلنغ. يقوم WCF حاليًا بفرض عقوبات على خمسة عشر حدثًا دوليًا للكرلنغ (انظر أدناه). يدير WCF ثمانية من أعضاء مجلس الإدارة، ورئيس واحد، وثلاثة نواب للرئيس (واحد من كل منطقة إقليمية لـ WCF - الأمريكتان، وأوروبا، والمحيط الهادئ - آسيا) وستة من أعضاء مجلس الإدارة. يجب أن يأتي أعضاء مجلس الإدارة الستة جميعًا من جمعيات أعضاء مختلفة. يتم انتخاب جميع المناصب في مجلس الإدارة من قبل الاتحادات الأعضاء في WCF. يتم دعم مجلس الإدارة من قبل فريق عمل دائم يتكون من 20 موظفًا.
كان يوجد 14 اتحادًا عضوًا، وكان الاتحاد رقم (61) الذي ينضم هو عضو أفريقي في الاتحاد نيجيريا. طبعاً ازداد هذا العدد حتى أصبح حاليا (46) اتحاد وطني حسب الموقع الرسمي للاتحاد حتى يوم 10 آب/أغسطس 2020.

## الأهداف
ينص بيان مهمة WCF على ما يلي: «يمثل اتحاد الكيرلنغ العالمي لعبة الكيرلنغ دوليًا ويسهل نمو الرياضة من خلال شبكة من الاتحادات / الاتحادات الأعضاء.» 
الغرض والأهداف من WCF هي كما يلي: 
1. لتمثيل الكيرلنغ دوليًا وتسهيل نمو الرياضة في جميع أنحاء العالم
2. لتعزيز التعاون والتفاهم المتبادل بين الاتحادات الأعضاء وتوحيد البكرات في جميع أنحاء العالم
3. للدفاع عن مصالح الكيرلنغ العالمية وتعزيزها
4. لإجراء مسابقات الكيرلنغ العالمية
5. صياغة قواعد رياضة الكيرلنغ للمسابقات العالمية وجميع المسابقات الأخرى التي يوافق عليها الاتحاد العالمي للكرلنغ

## الاتحادات الأعضاء

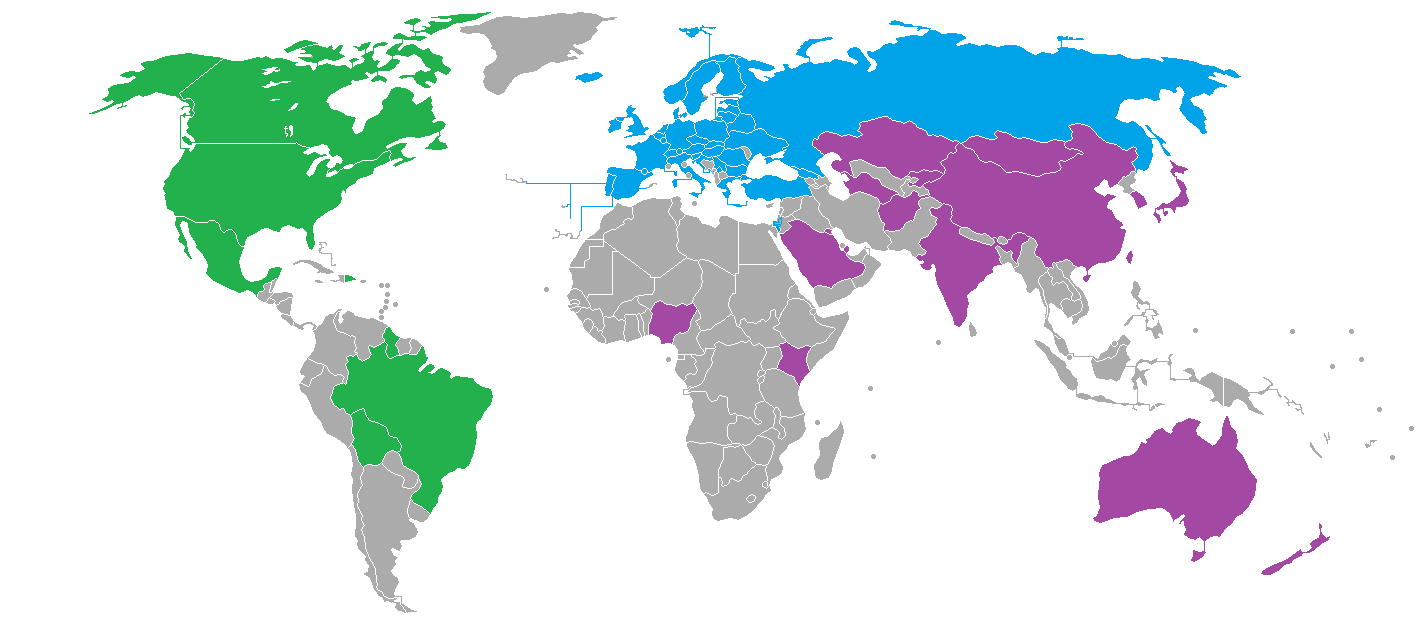
أعضاء الاتحاد العالمي للكرلنغ وأقسامه الإقليمية. يمثل اللون الأخضر منطقة الأمريكتين ، ويمثل اللون الأزرق منطقة أوروبا ، ويمثل اللون الأرجواني منطقة المحيط الهادئ وآسيا.

* تم تعليق اتحاد الكيرلنغ في أرمينيا لعدم دفع الاشتراكات.
* تم تعليق اتحاد الكيرلنغ البولندي لعدم حل النزاعات داخل وزارة الرياضة البولندية وهياكل إدارة اتحاد الكيرلنغ البولندي.

## المجلس التنفيذي
المجلس التنفيذي الحالي اعتبارًا من أيلول/سبتمبر 2018 هو كما يلي: 
الرئيسة: كيت كيثنس (اسكتلندا) </br> نواب الرئيس:
أوروبا: بنت أونوند رامسفييل (النرويج)
الأمريكتان: Graham Prouse (كندا)
المحيط الهادئ - آسيا: هيو ميليكين (أستراليا)
مجموعة مخرجين:
هيو تشالمرز (اسكتلندا)
كاثرين ليندال (السويد)
تويو أوغاوا (اليابان)
بو ويلينغ (الولايات المتحدة)
الأمين العام: كولن جراهامسلو

### الرؤساء السابقون
يتم سرد الرؤساء السابقين لـ WCF و ICF أدناه: 
| رئيس                 | جمعية عضو                  | سنوات في المنصب |
| رؤساء ICF            | رؤساء ICF                  | رؤساء ICF       |
| -------------------- | -------------------------- | --------------- |
| الرائد آلان كاميرون  | اسكتلندا                   | 1966-1969       |
| العميد كولين أ.كامبل | كندا                       | 1969-1979       |
| سفين إيه إيكلوند     | السويد                     | 1979-1982       |
| كليفتون طومسون       | كندا                       | 1982-1985       |
| فيليب داوسون         | اسكتلندا                   | 1985-1988       |
| د. دونالد ف. باركوم  | الولايات المتحدة الأمريكية | 1988-1990       |
| رؤساء WCF            |                            |                 |
| غونتر هاميلت         | النمسا                     | 1990-2000       |
| روي سنكلير           | اسكتلندا                   | 2000-2006       |
| ليه هاريسون          | كندا                       | 2006-2010       |

## المسابقات والبطولات
يدير WCF العديد من الأحداث حول العالم.
| حدث                                               | وصف |
| البطولات الدولية                                  | البطولات الدولية |
| ------------------------------------------------- | --- |
| الألعاب الأولمبية الشتوية (OWG)                   | لعشرة فرق رجال ونساء ومختلط. |
| الألعاب البارالمبية الشتوية (PWG)                 | لاثني عشر فريقًا مختلطًا. |
| الألعاب الأولمبية للشباب (YOG)                    | لأربعة وعشرين فريقًا مختلطًا وثمانية وأربعين فريقًا زوجيًا مختلطًا.                                                                                    |
| بطولة العالم للكيرلنج للرجال (WMCC)               | لثلاثة عشر فريق رجال. |
| بطولة العالم للكيرلنج للسيدات (WWCC)              | لثلاثة عشر فريق نسائي. |
| بطولة العالم للكرلنج الزوجي المختلط (WMDCC)       | دخول مفتوح: يجوز لفريق واحد الدخول من كل اتحاد عضو.                                                                                               |
| بطولة العالم للكرلنج على الكراسي المتحركة (WWhCC) | لاثني عشر فريقًا مختلطًا. |
| بطولة العالم للكيرلنج للناشئين (WJCC)             | لعشرة فرق شبابية وعشرة فرق سيدات. |
| بطولة العالم للكرلنج المختلط (WMxCC)              | دخول مفتوح: يجوز لفريق واحد الدخول من كل اتحاد عضو.                                                                                               |
| بطولة العالم للكيرلنج (WSCC)                      | دخول مفتوح: يجوز لفريق واحد من كل جنس الدخول من كل اتحاد عضو. يجب ألا يقل عمر اللاعبين عن 50 عامًا.                                                |
| أحداث التأهيل                                     | |
| حدث التصفيات الأولمبية (OQE)                      | بالنسبة لفرق الرجال والسيدات من اللجان الأولمبية الوطنية المؤهلة مسبقًا لبطولة الكيرلنج العالمية ولكنها لم تتأهل بالفعل للألعاب الأولمبية الشتوية. |
| حدث التأهيل العالمي (WQE)                         | لثمانية فرق رجال ونساء من اتحادات أعضاء غير مؤهلة بالفعل لبطولة الكيرلنج العالمية.                                                                |
| الحدث المؤهل العالمي للزوجي المختلط (WMDQE)       | بالنسبة لفرق الزوجي المختلط من الاتحادات الأعضاء غير المؤهلة بالفعل لبطولة العالم المختلط الزوجي الكيرلنج.                                        |
| بطولة العالم للكراسي المتحركة ب (WWhBCC)          | للفرق المختلطة من الاتحادات الأعضاء غير المؤهلة بالفعل لبطولة الكيرلنج العالمية للكراسي المتحركة.                                                 |
| بطولة العالم للكيرلنج للناشئين (WJBCC)            | لفرق الشبان والسيدات من الاتحادات الأعضاء غير المؤهلة بالفعل لبطولة الكيرلنج العالمية على الكراسي المتحركة.                                       |
| البطولات الإقليمية                                | |
| بطولة المحيط الهادئ الآسيوية للكيرلنج (PACC)      | لفرق الرجال والسيدات من منطقة آسيا والمحيط الهادئ.                                                                                                |
| بطولة الكيرلنج الأوروبية (ECC)                    | لفرق الرجال والسيدات من المنطقة الأوروبية. |
| تحدي الأمريكتين                                   | بالنسبة لفرق الرجال والسيدات من منطقة الأمريكتين، فقط إذا تم تحدي الاتحاد العضو في المرتبة الثانية من منطقة الأمريكتين.                           |
| الأحداث البائدة                                   | |
| كأس العالم للكرلنج                                | لثمانية فرق رجال ونساء ومختلط، تتكون من ثلاث أرجل ونهائي كبير.                                                                                    |
| بطولة المحيط الهادئ الآسيوية للناشئين (PJCC)      | لفرق الشبان والسيدات من منطقة المحيط الهادئ؛ بمثابة تأهيل لـ WJCC. حلت محله بطولة World Junior-B Curling Championship.                            |
| تحدي الكيرلنج الأوروبي للناشئين (EJCC)            | لفرق الشبان والسيدات من المنطقة الأوروبية التي لم تتأهل بالفعل لكأس العالم للجولف WJCC. حلت محله بطولة World Junior-B Curling Championship.       |

## قوانين لعبة الكرلنغ
الكيرلنغ لعبة جماعية يلعبها فريقان مكونان من أربعة لاعبين في كل فريق وهناك مهام رئيسية لكل لاعب وفكرة اللعبة تعتمد على دفع صخرة مدورة ملساء ذات مسند على ساحة من الجليد المصقول نحو منطقة دائرية متعددة المراكز بهدف جعلها تستقر في مركز الدائرة. يقوم اللاعب الأول ويسمى القائد The lead بالتصويب الأول يليه اللاعب الأول من الفريق الخصم ثم اللاعب الثاني والثالث بالتناوب من الفريقين ويقوم رؤساء الفرق بالتصويب في الأخير وفي كل مرة يضع الفريق الأول الصخرة المدورة الملساء بالقرب من المركز يحاول اللاعب التالي من الفريق الخصم بابعاد الصخرة الملساء للفريق الخصم من المركز ويحاول اللاعب ان يقرب الصخرة الملساء الذي قام بتصويبه من المركز بنفس الضربة وهنا تاتي الدقة والتركيز من أعضاء الفريق بتوجيه القرص حيث ان الصخرة المدورة الملساء يجب أن تُصَوَّب بطريقة تحقق الغرضين والاتجاهين الذي يفرضهما القائدين. وتكون احتساب النقاط في كل شوط حسب اعداد الكرات الأكثر قربا من المركز الرئيسي ولايوجد في اللعبة حكم ليقرر أي الكرات اقرب للمركز وانما يتم الأعتماد على الألوان المختلفة للحلقات المرسومة في دائرة الهدف.
في كل شوط يحسب النقاط لفريق واحد فقط اعتمادا على عدد الصخرات المدورة الملساء بالقرب من المركز حيث تحتسب نقطة واحدة لكل صخرة اقرب للمركز من صخرة الفريق الخصم. الفريق الذي يسجل له النقاط في الشوط الأول يقوم بالتصويب الأول في الشوط الثاني وهناك 10 اشواط في كل لعبة.
تبلغ طول ساحة لعبة الكرلنغ 44.5 متر وعرضها 4.3 متر وسمك الجليد 1.2 متر. في نهاية مضمار الساحة يوجد الهدف الرئيسي الدائري الشكل ونصف قطره 3.7 سم ويسمى البيت (House) ويوجد داخل البيت 3 حلقات دائرية بالوان مختلفة ويسمى مركز كل حلقة باسم تي (Tee). تبلغ المسافة من نقطة التصويب إلى الحلقة الخارجية من البيت 10.1 متر. يبلغ وزن الصخرة الملساء التي يتم تصويبها نحو المركز 19 كغم ولها مقبض يدوي ويلبس الرياضيون أحذية مطاطية وعندما يقوم أحد اللاعبين بالتصويب يقوم لاعبان من نفس الفريق باستعمال فرشاة لتوجيه القرص لهدف.
الكرلنك Curling : نوع من أنواع الرياضة الشتوية وهي أحد المسابقات الرئيسية في الألعاب الأولمبية الشتوية وتعتمد اللعبة على الدقة والتركيز يعتقد ان بداية نشوء اللعبة تعود إلى القرن السادس عشر في أسكتلندا وهناك مصادر أخرى ترجح نشوءها في هولندا اصل كلمة كرلنك هي أسكتلندية وتعني الصوت المنبعث من الصخرة الملساء اثناء احتكاكها بالجليد. تم تأسيس أول نادي رياضي مختص بممارسة اللعبة في كندا عام 1807 وفي القرن التاسع عشر انتشرت اللعبة في سويسرا والسويد وينتشر اللعبة في الوقت الحالي بالإضافة إلى كندا والولايات المتحدة في عموم الدول الأوروبية وانتشرت مؤخرا في بعض الدول الأخرى مثل يابان والصين وكوريا الشمالية وكوريا الجنوبية وأستراليا ونيوزيلندا.
دخلت اللعبة إلى مسابقات الألعاب الأولمبية الشتوية في أولمبيات 1998 الثامنة عشر التي اقيمت في ناغانو في اليابان

## التفسير الفيزيائي للعبة الكرلنغ
الكيرلنغ (Curling) هي واحدة من الألعاب الرياضية الأكثر غرابة في دورة الألعاب الأولمبية الشتوية، وغالبًا ما تقارن بلعبة شافلبورد (Shuffleboard)، لكنها تُلعب على الجليد.
يتمّ دفع حجر الكيرلنغ الذي يقترب من 42 رطلًا، ثم ينزلق على طبقة رقيقة من الجليد، يقوم اثنين من اللاعبين بكسح السطح بشراسة أمام الحجر.
حركة الكانسة تسخّن الجليد، مما يجعلها تصبح ملساء، مما يقلل من الاحتكاك بين الحجر والجليد.
ينتقل الحجر أبعد وأكثر استقامة نتيجة لذلك، والهدف هو الحصول على الحجر أقرب ما يكون من الهدف، الذي نسميه «البيت».
يتم تسجيل نقاط على أساس المسافة من البيت، وفي نهاية المباراة الفريق الذي يحصد نقاط أكثر يصبح هو الفائز.
مارك شيجيلسكي (Mark Shegelski)، أستاذ الفيزياء في جامعة كولومبيا البريطانية الشمالية، الذي نشر أيضًا عدة أوراق علمية عن فيزياء الكيرلنغ، يساعدنا على فهم العلم وراء اللعبة.
لعبة الاحتكاك
الاحتكاك -أو عدم وجود الاحتكاك- هو ما يؤثر على حركة صخرة الكيرلنغ.
الاحتكاك هو القوة التي تتكون عندما يحتكّ سطحان ببعضهما البعض (في هذه الحالة الحجر والجليد)، تأخذ اتجاهًا عكس اتجاه الحركة من السطح المتحرك (في هذه الحالة الصخور).
الاحتكاك يعتمد أيضًا على تركيبة كِلا السطحين. الجليد زَلِق، لكنه لا يزال يسبب الاحتكاك الذي يعمل على إبطاء سرعة الصخور.
كلما أبطأت الصخور، كلما حدث انحراف أو تجعّد انحنى المسار في اتجاه واحد، من هنا تحصل اللعبة على اسمها كيرلنغ أي «التجّعد».
إذا كانت الصخور تدور عكس اتجاه عقارب الساعة، فسوف يحدث الانحراف في المسار إلى اليسار.
أما إذا كان يدور في اتجاه عقارب الساعة، فسوف ينحرف المسار إلى اليمين.
إن اتجاه الانحراف هو نتيجة لعدد من العوامل في اللعبة، على سبيل المثال لو كانت الصخور التي تدور عكس اتجاه عقارب الساعة.
في النصف الأمامي من الحجر فسيكون اتجاه الحركة هو إلى اليسار والقوة العكسيّة من الاحتكاك إلى اليمين.
في النصف الخلفي، اتجاه الحركة إلى اليمين، وبالتالي فإن القوة العكسية من الاحتكاك ستكون إلى اليسار. الأهم من ذلك، كمية الاحتكاك في الأمام والخلف ليست متساوية.
وذلك لأن حجر الكيرلنغ لديه ميل للانزلاق على الجليد إلى الأمام بسبب وجود طرف مستدق في مقدمته.
النصف المتقدّم الأمامي من الحجر يؤثر بشكل أكبر على الجليد من الجزء الخلفي، مما يولِّد المزيد من الاحتكاك في المقدمة.
إذا أجريت التجربة نفسها باستخدام كوب مقلوب فوق الطاولة، فإن الكوب سيدور بشكل صحيح لأن قوة الاحتكاك في الخلف (حيث الحركة الجانبية إلى اليمين) أقل من قوة الاحتكاك في الأمام (حيث الحركة الجانبية إلى اليسار).
لكن يحدث العكس في لعبة الكيرلنغ بسبب ظاهرة أخرى.
يعتقد شيجلسكي أن ارتفاع الضغط يدفئ الجليد أكثر عند مقدمة الصخرة، مما يخلق طبقة رقيقة من السائل.
يعمل الجليد المذاب كزالِق لتقليل قوة الاحتكاك في مقدمة الصخرة.
الآن يصبح الاحتكاك في مقدمة الصخرة، الواقع إلى اليمين، أقل من الاحتكاك في مؤخرة الصخرة، الواقع على اليسار، وبالتالي فإنّ انحراف مسار الصخرة يصبح يسارًا.
الصخرة والجليد
لا يتم لعب الشباك على الجليد الأملس المستخدمة في الرياضة مثل رياضة الزلاجة الجماعية أو التزلج.
بدلًا من ذلك، فإن السطح له مطبات قليلة، تسمى «بالحصى» الجليدية، مصنوعة عن طريق رش قطرات صغيرة من الماء على الجليد الذي تجمد.
يقول شيجلسكي: «إنها مثل مجموعة من التلال بينها الكثير من الوديان».
يصبح الانحراف على الجليد الأملس سلسًا أكثر من اللازم، مما يجعل من الصعب دحرجة الحجر نحو الهدف.
وظيفة الحصى الجليدية هي جعل الحركة الدورانية للحجر تحت السيطرة.
بالإضافة إلى ذلك، صخرة الكيرلنغ مصنوعة من حجر الجرانيت النادر الذي يصد الماء جيدًا.
تحافظ الخاصية الـ«مضادة للماء» على الصخر، المشطوف قليلًا من الجانب السفلي، من تراكم الجليد على سطحه ومن ثم التوقف أو التعثّر.
الغرض من الكنس
في لعبة الكيرلنغ، الكنس أمر بالغ الأهمية.
فهو ما يغيّر مسار الحجر بعد أن يتم إلقائه على الجليد.
تقوم حركة الكنس بإحماء الجليد والحد من الاحتكاك مما يقلل من انحراف الحجر وبالتالي يسمح له بالتحرك باستقامة.
إن عملية الكنس تسمح بحركة أبعد للحجر بعدة أمتار مما لو ترك بدون تدخل.
يقول شيجلسكي: «إذا تمّ إطلاق الحجر بسرعة كبيرة، فإنّ اللاعبين لا يستطيعون التحكّم فيه، لكن إذا أطلق بسرعة ضعيفة، فإنهم يستطيعون تحريكه إلى حيث يريدون».
يعمل الكنس أيضًا على تنظيف الجليد من الأجزاء الصغيرة من الأوساخ والحطام التي يمكن أن تتراكم على مدى المباراة وتعرقل الصخور.
بخلاف لعبة إطلاق الصخرة (ضربة البداية لتحريك حجر اللعبة) التي ليست صعبة جسديًا، يجب على اللاعبين الكانسين أن يكونوا في حالة جيدة.
الكانس يتطلب الكثير من الضغط على الجليد عن طريق دفع وزنه إلى الأسفل على فرشاته، ولتحريك الفرشاة من جانب إلى جانب، بسرعة وبضغط عالٍ فإنك تحتاج لاستخدام الذراع والظهر وعضلات الجذع الأخرى.

## الموقع الرسمي للاتحاد
worldcurling.org